# Orsza Centralna
Orsza (biał: Станция О́рша-Цэнтра́льная) – stacja kolejowa w Orszy, w obwodzie witebskim, na Białorusi, obsługiwana przez Koleje Białoruskie. Jest jednym z największych węzłów kolejowych w kraju, z liniami wychodzącymi w kierunku Moskwy, Mińska, Witebska, Mohylewa i Lepelu.
Znajduje się na magistrali Berlin-Warszawa-Mińsk-Moskwa.
Stacja powstała w XIX w. na drodze żelaznej moskiewsko-brzeskiej pomiędzy stacjami Osinówka a Kochanowo.